# Heike Köfer
Heike Köfer (* 1959 oder 1960) ist eine deutsche Sängerin und Schauspielerin.

## Leben
Heike Köfer trat zusammen mit Herbert Köfer, den sie am 16. Oktober 2000 geheiratet hatte, in Boulevardstücken auf.
In dem Stück Opa ist die beste Oma (englischsprachiger Titel: Grandpa is a perfect Granny) der Britin Lydia Fox spielte sie in der Spielzeit 2015/2016 die Ellen Taylor an der Comödie Dresden. 2018/2019 spielte sie in Ein gesegnetes Alter von Curt Flatow im Gerhart-Hauptmann-Theater Görlitz-Zittau.
Köfer ist darüber hinaus eine professionelle Sängerin, die deutschlandweit auftritt.

## Theatrografie
- 2015: Opa ist die beste Oma (Comödie Dresden)
- 2018: Ein gesegnetes Alter (Gerhart-Hauptmann-Theater Görlitz-Zittau)